# 保羅·巴奇加盧比
保羅·巴奇加盧比（Paolo Tadini Bacigalupi，1972年8月6日—）是一位美国科幻小说作家，大學時在歐柏林大學主修東亞研究，畢業後曾到中华人民共和国工作，1996年回到美國波士頓工作，現任職於《高鄉新聞》（High Country News）。

## 生平
保羅於1999年開始推出短篇小說，2005年已經獲得雨果獎的提名，其後又憑《黃卡人》等短篇小說再次獲雨果獎提名。2009年終於憑《六號抽水站》首次嬴得軌跡獎。翌年，保羅再下一城，憑《曼谷的發條女孩》分別奪得康普頓·庫克獎、約翰·坎貝爾紀念獎、星雲獎及雨果獎等多個國際大獎。2011年的新作《廢船拆卸工》，為保羅再次嬴得Michael L. Printz奖。

## 作品列表
註記「*」表示有中譯本

### 長篇小說
- 《曼谷的發條女孩》（2009）*
- 《廢船拆卸工》三部曲
  - 《廢船拆卸工（英语：Ship Breaker）》（2010）
  - 《The Drowned Cities（英语：The Drowned Cities）》（2012）
  - 《Tool of War》（2017）
- 《殭屍棒球大進擊》（Zombie Baseball Beatdown，2013），青少年小說[2]
- 《The Doubt Factory（英语：The Doubt Factory）》（2014）
- 《焚城記》（2015）*
- 《The Tangled Lands》（2018），與Tobias S. Buckell合著

### 合集
- 《六號抽水站》（Pump Six and Other Stories，2008）*

### 中篇小說
- 《鍊金術士》（The Alchemist，2011）（收錄於《The Tangled Lands》）

### 短篇小說
- "口袋裡的達賴喇嘛"（Pocketful of Dharma，1999）（收錄於《六號抽水站》）
- "長笛女孩"（The Fluted Girl，2003）（收錄於《六號抽水站》）
- "沙與礦渣世界的人（英语：The People of Sand and Slag）"（2004）（收錄於《六號抽水站》）
- "沙漠智者"（The Pasho，2004）（收錄於《六號抽水站》）
- "熱量販子"（The Calorie Man，2005）（收錄於《六號抽水站》）
- "檉柳獵人"（The Tamarisk Hunter，2006）（收錄於《六號抽水站》）
- "人口特勤隊"（Pop Squad，2006）（收錄於《六號抽水站》）
- "黃卡人（英语：Yellow Card Man）"（2006）（收錄於《六號抽水站》）
- "心軟"（Softer，2007）（收錄於《六號抽水站》）
- "小小的獻祭代價"（Small Offerings，2007）[3]（收錄於《六號抽水站》）
- "六號抽水站"（Pump Six，2008）（收錄於《六號抽水站》）
- "The Gambler（英语：The Gambler (story)）"（2008）[3]
- "Moriabe's Children"（2014）[3]
- "Shooting the Apocalypse"（2014）[3]
- "A Hot Day's Night"（2015）[3]
- "City of Ash"（2015）[3]
- "Mika Model"（2015）[3]
- "A Passing Sickness"（2017）[3]
- "Fixable"（2019）[3]
- "American Gold Mine"（2019）[3]
- "A Full Life"（2019）[4]
- "Efficiency"（2021）[3]

### 有聲書
- 《The Alchemist and The Executioness》（2010），與Tobias Buckell（英语：Tobias Buckell）合作